# Elliott Erwitt
Elliott Erwitt, född som Elio Romano Erwitz den 26 juli 1928 i Paris, död 29 november 2023 i New York, var en franskfödd amerikansk reklam- och dokumentärfotograf.
Erwitt var känd för sina svartvita ögonblicksbilder av ironiska och absurda situationer i vardagsmiljöer.

## Bakgrund
Erwitt föddes i Paris av judiska-ryska invandrarföräldrar som flyttade till Italien 1939, när han var tio år, migrerade hans familj till USA. Han studerade fotografi och film vid New School for Social Research och avslutade sin utbildning 1950. 

## Karriär
Erwitt tjänstgjorde som fotografassistent på 1950-talet i USA:s armé medan han var stationerad i Frankrike och Tyskland.
Han påverkades av att träffa de kända fotograferna Edward Steichen, Robert Capa och Roy Stryker. 
Robert Capa bjöd in Erwitt i Magnum Photos 1953, där han var medlem fram till sin död.
Stryker, tidigare chef för Farm Security Administrations fotografiavdelning, anställde Erwitt för att arbeta med ett fotografiprojekt för Standard Oil Company. 
Han började sedan en frilansande karriär och producerade arbeten för bland andra Collier's, Look, Life och Holiday. Erwitt hade vid årsskiftet 2013-2014 en stor utställning på Fotografiska i Stockholm. 
Elliott Erwitt har fotograferat John F. Kennedy, Richard Nixon, Che Guevara, Marilyn Monroe, Marlene Dietrich, Jack Kerouac och många fler kändisar Han hävdade att det inte är annorlunda att ta bilder på kändisar än att ta bilder på icke-kändisar, förutom att kändisar säljer bättre. Han är kanske mest känd för sina ofta humoristiska bilder av hundar. 
| ”                 | Det bästa med hundar är att de finns överallt, de är sympatiska, de klagar aldrig och de ber aldrig om kopior | „ |
| – Elliott Erwitt. | |   |

Från 1970-talet ägnade han även mycket tid åt film, långfilmer, tv-reklam och dokumentärfilmer. 2011 mottog han Infinity Award, Lifetime Achievement från ICP.
Elliott Erwitt dog i sitt hem i New York 29 november 2023 i en ålder av 95 år.